# Thomas Hufschmidt
Thomas Hufschmidt (* 31. Oktober 1955 in Mülheim an der Ruhr) ist ein deutscher Pianist des Modern Jazz und Komponist.  Sein Vater ist der Komponist und Kirchenmusiker Wolfgang Hufschmidt.

## Leben und Wirken
Hufschmidt hatte in Bonn, Essen und Hamburg studiert und tourte mit Noctett durch Europa. Anschließend spielte er in der Band Virgin’s Dream, deren Album „Sophisty“ die Deutsche Phonoakademie 1978 auszeichnete. In den Vereinigten Staaten besuchte er Clinics bei Attila Zoller, Don Friedman und Walter Norris, bevor er mit Musikern wie Jan Akkerman, Albert Mangelsdorff, Uli Beckerhoff, Tony Lakatos und Rick Abao arbeitete. 1986 gründete er die Gruppe Tyron Park, zu der neben Lakatos (später Matthias Nadolny) Sigi Busch (später Gunnar Plümer) und Jo Thönes gehören. Weiterhin leitete er die Gruppe Quartet and Brass, mit der auch für das Goethe-Institut Tourneen unternahm, und arbeitete in verschiedenen Formationen von Wayne Bartlett, Ron Williams und Remy Filipovitch. Er konzertierte auch als Solist, im Duo mit dem Vibraphonisten Stefan Bauer, im Quartett mit Axel Zinowsky und wirkte 2006 bei der Essener Aufführung der Jazz-Oper Escalator over the Hill unter Leitung von Carla Bley mit.
Seit 1990 ist Hufschmidt an der Folkwang-Hochschule Essen Professor für Jazzpiano, Theorie und Bigband-Leitung. An seinen Bigband-Projekten nahmen u. a. David Friedman, Kenny Wheeler, Nguyên Lê, Uli Beckerhoff oder Norma Winstone teil. Er schrieb auch Theater-, Fernseh- und Filmmusik, etwa für „Der Leibwächter“ (1989; Regie: Adolf Winkelmann).

## Diskografische Hinweise
- More Than Four (Core 1991)
- Pepila (Acoustic Music Records 1993, mit Tyron Park)
- Under Surface (Laika Records 2005, mit Matthias Nadolny, Gunnar Plümer, Jo Thönes, Stefan Bauer)
- Cape Impressions (Laika Records 2012, mit Ingo Senst und Thomas Alkier)

## Lexigraphische Einträge
- Martin Kunzler: Jazz-Lexikon. Band 1: A–L (= rororo-Sachbuch. Bd. 16512). 2. Auflage. Rowohlt, Reinbek bei Hamburg 2004, ISBN 3-499-16512-0.